# M249
Az M249 Light Machine Gun (LMG, Könnyű géppuska), vagy korábbi típusnevén M249 Squad Automatic Weapon (SAW, önműködő rajfegyver) a belga FN Herstal Minimi golyószórójának amerikai licencváltozata. A fegyvert az USA fegyveres ereje széles körben alkalmazza 1984-től, kis létszámú alegységei számára specializált kivitelekben is szerelik. A géppuskák között kis tömege és nagy tűzgyorsasága révén rajszintű gyalogsági támogatófegyverként alkalmazzák.